# Santuario della Beata Vergine della Possenta

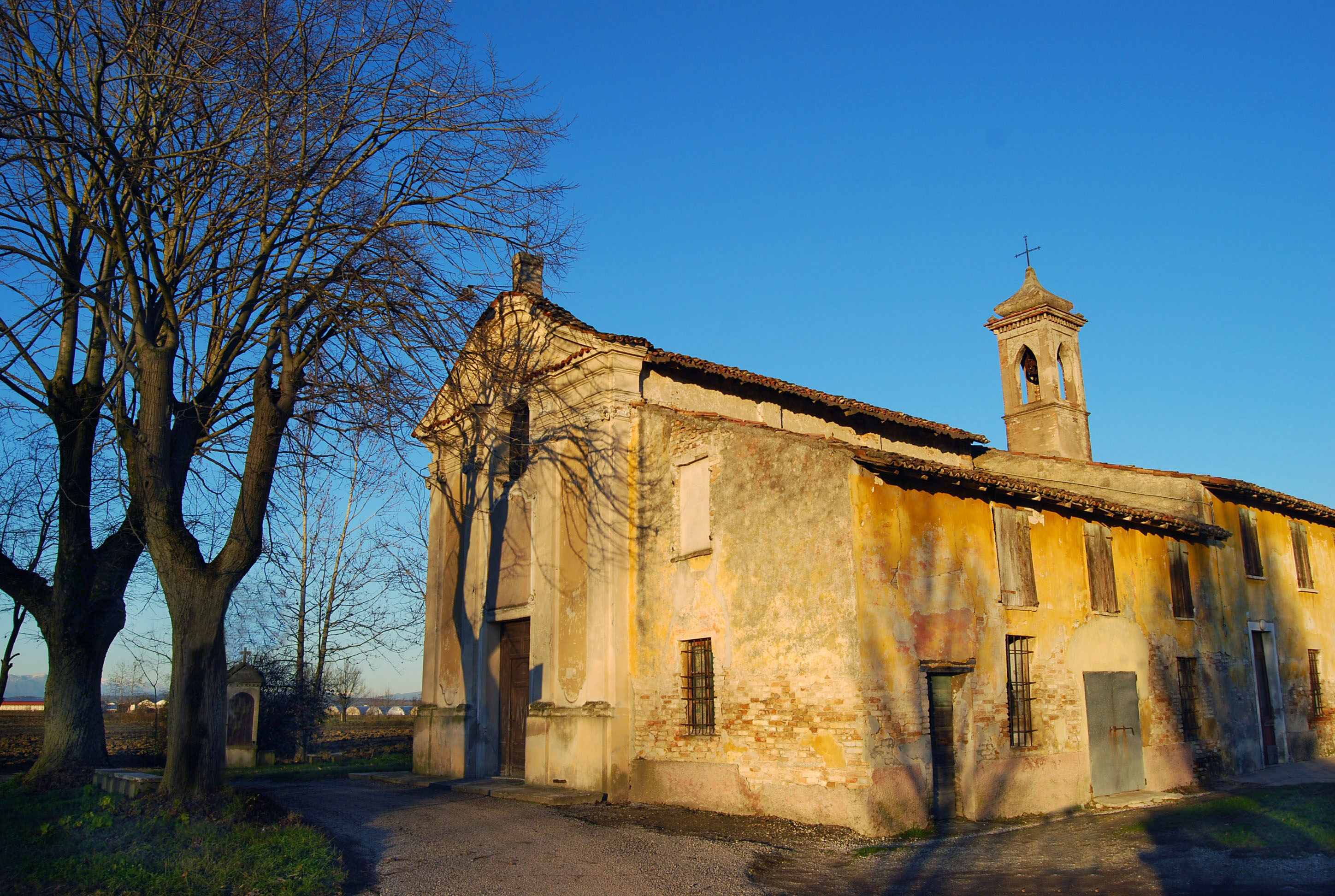
Il santuario prima del terremoto 2012 e del restauro.

Il santuario della Beata Vergine della Possenta (o oratorio della Possenta) è un edificio religioso situato nella frazione Possenta, comune di Ceresara, in provincia di Mantova. Il nome deriva da Virgo potens.

## Storia e descrizione
Edificato tra il XIV ed il XV secolo a navata unica con arco a botte e con facciata in stile barocco, è dedicato all'Annunciazione, dalla statua quattrocentesca in cotto presente all'interno che regge sulle ginocchia il Bambino e con la destra benedice, opera di Elia della Marra. Agli inizi del Cinquecento era presente nella vicina Corte Ghisiola una comunità dei Serviti, che ospitò il beato Angelo Macrini.
La chiesa è citata già in un documento datato 7 marzo 1569, dal quale risulta aggregata alla chiesa di Castelgrimaldo.
La tradizione vuole che nei pressi dell'oratorio esistesse un pozzo miracoloso per curare i mali.
In onore della Beata Vergine a primavera si tiene la tradizionale e antica “fiera della Possenta”.